# Marie Lucie de Poucques
Marie Lucie de Poucques (* 1913; † 1996) war eine französische Botanikerin.

## Werdegang
Marie Lucie de Poucques nahm Studien an der Universität Nancy auf. Sie promovierte bei Professor Eichmann. Vermutlich hat sie sich in ihrer Promotionsarbeit mit der Biologie und Systematik der Moose beschäftigt. Im Anschluss verließ sie Frankreich und nahm eine Tätigkeit in Dakar auf. Sie forschte hier zur Biologie der Algen. Dabei arbeitete sie kontinuierlich mit der Universität Paris zusammen. Anfang der 1960er Jahre beendete sie ihren Aufenthalt in Senegal, um an der Universität Montpellier eine Professur für Botanik anzunehmen. Anschließend wechselte sie an das Universitätscollege in Perpignan und begründete und entwickelte dort den Fachbereich Pflanzenbiologie. Hierbei legte sie einen Schwerpunkt auf die Kooperation mit anderen Forschungseinrichtungen. So fand ein reger Austausch mit dem Arago Marine Laboratorium, dem Centre Louis Emberger in Montpellier und dem Pariser Nationalen Museum für Naturgeschichte statt. Marie Lucie de Poucques war bis zu ihrer Emeritierung 1978 an der Universität tätig.

## Wirken
Marie Lucie de Poucques forschte zu Themen der klassischen Botanik. Sie engagierte sich, die Studienbedingungen zu verbessern. So war es ihr ein Anliegen, die Lehre in modernen Disziplinen, wie der Molekularbiologie, für Studierende qualitativ anspruchsvoll anzubieten.